# Бейнс, Анна
Анна Бейнс (нидерл. Anna Bijns, 4 марта 1493, Антверпен — 10 апреля 1575, там же) — нидерландская (фламандская) писательница.

## Биография
Дочь портного. Католическая монахиня-францисканка. После смерти отца открыла вместе с братом школу, в которой преподавала до конца жизни.

## Творчество

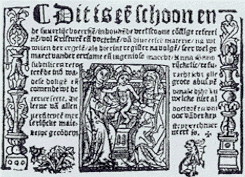
Титульный лист книги Анны Бейнс Стихотворения, 1528

Писала на латинском и нидерландском языках. Опубликовала три книги стихотворений («Стихи», 1528, 1548, 1567) — сатир, назидательных эпистол, любовной лирики. В поэзии и прозе выступала с инвективами против лютеран.

## Признание
В Нидерландах действует Общество Анны Бейнс, с 1985 присуждается литературная премия её имени.